# 风狸
風狸是中国与日本传说中妖怪。中国的《本草綱目》，日本鳥山石燕的《今昔百鬼拾遺》，根岸鎮衛的《耳袋》、《和汉三才图会》有记载。风狸又称风生兽，形似貂，蓝色。会飞，不怕火烧刀砍，有风吸入口中都可复活，杀死它的方法是用菖蒲塞住它的鼻孔。它的脑浆和菊花一起服用，吃十斤，可以使人多活五百岁。
郝懿行認為《本草拾遺》中的風貍即為朏朏。